# کلانتر (بجنورد)
کلانتر (بجنورد)، روستایی از توابع بخش مرکزی شهرستان بجنورد در استان خراسان شمالی ایران است.
کلانتر دارای اثار فرهنگی بسیاری است در دره ای بنام قزل دره که سومین دره از سمت روستاست معنی این در یعنی دره طلا و انبار طلای  قاجار 
قورباغه و سنگ دایره شکلی که در مرکز  دیواره قزل دره دارای گنجی بزرگ و گران بها است

## جمعیت
این روستا در دهستان بدرانلو قرار دارد و براساس سرشماری مرکز آمار ایران در سال ۱۳۸۵، جمعیت آن ۲۵۳ نفر (۶۷خانوار) بوده‌است.